# Тихі вина
Тихі вина — виноградні вина, що не містять надлишку вуглекислоти. Виготовляються з дозрілого винограду.
Разом з ігристим вином і вермутом складають основну класифікацію вин. Є найбільш поширеними винами.

## Класифікація
За складом тихі вина поділяють на наступні групи:
- Столові вина, що виробляються без додавання спирту;
  - Сухі, що містять спирт природного бродіння від 9 до 11 % об. та не більше 0,3 г/100 мл цукру;
  - столові напівсолодкі, що містять спирт природного бродіння.
- Кріплені вина, при виробництві яких допускається використання спирту-ректифікату;
  - міцні, що містять спирт від 17 до 20 % об.;
  - десертні, що містять спирт від 12 до 17 % об..
- Ароматизовані вина, що готують із використанням спирту-ректифікату, сахарози, а також настоїв окремих частин різних рослин по спеціальній рецептурі. Вміст спирту в ароматизованих винах встановлено від 16 до 18 % об..

За якістю тихі вина поділяються: на ординарні, марочні та колекційні.
- Ординарні — випускаються без витримки
- Марочні — витримані високоякісні вина, які виготовляють в окремих виноробних районах або мікрорайонах за спеціальною технологією.
- Колекційні — марочні вина особливо високої якості, які після закінчення строку витримки в бочках (бутах, цистернах) додатково витримують не менше 3 років у пляшках.

## Зберігання
Тихі вина повинні зберігатися у вентильованих, без стороннього запаху в приміщеннях при температурі від 8 до 16°С, а напівсолодкі і напівсухі — від мінус 2 до 8°С.